# Дан захвалности
Дан захвалности (енгл. Thanksgiving) је традиционални северноамерички празник, који се слави у оквиру жетве. Датум и место одржавања прославе првих Дана захвалности је дискутабилна и тема је расправа. Најстарији извор прославе Дана захвалности указује на датум 8. септембар, 1565, и место Свети Аугустин у Флориди. Поред свих истраживања који указују на различита места и године, место који се данас званично узима као место одржавања првог Дана захвалности (first Thanksgiving) је амерички град Плимут у савезној држави Масачусетс и година је 1621.
Данас, Дан захвалности слави се на други понедељак у октобру, Канада, и на четврти четвртак новембра у САД.

## Гренада
У Гренади такође постоји национални празник прославе Дана захвалности. Тај дан се обележава сваке године на 25. октобар. У Гренади овај празник само носи исто име као празник у Канади и Сједињеним Државама, али није ниукаквој вези. Овај државни празник у Гренади обележава годишњицу америчке инвазије на Гренаду 1983. године и смакнуће тадашњег гренадског премијера Мауриса Бишопа.